# Niclas Hävelid
Niclas Hävelid (* 12. dubna 1973, Stockholm) je bývalý švédský profesionální hokejový obránce, který naposledy hrál švédskou Elitserien za tým Linköpings HC.

## Hráčská kariéra
Niclas Hävelid zahájil svou profesionální kariéru v roce 1992 v týmu švédské ligy AIK Solna, v roce 1998 přestoupil do Malmö IF. V roce 1999 byl draftován jako číslo 83 týmem Anaheim Mighty Ducks, kde odehrál následujících pět sezón. V Atlantě hrál od podzimu 2005. Před sezónou 2009–10 přestoupil do Linköpingu, kde po sezóně 2012–13 ukončil profesionální kariéru.
Se švédskou reprezentací získal Niclas Hävelid zlatou olympijskou medaili v roce 2006 v Turíně.

## Ocenění a úspěchy
- 1994 Postup s týmem AIK Ishockey do SEL
- 2004 MS – Nejlepší hráč v pobytu na ledě (+/-)

## Prvenství
- Debut v NHL – 2. října 1999 (Dallas Stars proti Anaheim Ducks)
- První asistence v NHL – 19. listopadu 1999 (Anaheim Ducks proti Chicago Blackhawks)
- První gól v NHL – 19. listopadu 1999 (Anaheim Ducks proti Chicago Blackhawks, kanadskému brankáři Jocelyn Thibault)

## Klubová statistika
| Sezóna       | Klub                    | Soutěž       |     | Základní část | Základní část | Základní část | Základní část | Základní část |   | Play off | Play off | Play off | Play off | Play off |
| Sezóna       | Klub                    | Soutěž       | Z   | G             | A             | B             | TM            | Z             | G | A        | B        | TM       |          |          |
| 1991–92      | AIK Ishockey            | SEL          | 10  | 0             | 0             | 0             | 2             | 3             | 0 | 0        | 0        | 2        |          |          |
| 1992–93      | AIK Ishockey            | SEL          | 21  | 1             | 0             | 1             | 18            | —             | — | —        | —        | —        |          |          |
| 1992–93      | AIK Ishockey            | HAll         | 18  | 0             | 2             | 2             | 6             | 2             | 0 | 0        | 0        | 2        |          |          |
| 1993–94      | AIK Ishockey            | Div. 1       | 40  | 6             | 12            | 18            | 26            | —             | — | —        | —        | —        |          |          |
| 1994–95      | AIK Ishockey            | SEL          | 40  | 3             | 7             | 10            | 38            | —             | — | —        | —        | —        |          |          |
| 1995–96      | AIK Ishockey            | SEL          | 40  | 5             | 6             | 11            | 30            | —             | — | —        | —        | —        |          |          |
| 1996–97      | AIK Ishockey            | SEL          | 49  | 3             | 6             | 9             | 42            | 7             | 1 | 2        | 3        | 8        |          |          |
| 1997–98      | AIK Ishockey            | SEL          | 43  | 8             | 4             | 12            | 42            | 10            | 1 | 3        | 4        | 39       |          |          |
| 1998–99      | Malmö IF                | SEL          | 50  | 10            | 12            | 22            | 42            | 8             | 0 | 4        | 4        | 10       |          |          |
| 1999–00      | Cincinnati Mighty Ducks | AHL          | 2   | 0             | 0             | 0             | 0             | —             | — | —        | —        | —        |          |          |
| 1999–00      | Mighty Ducks of Anaheim | NHL          | 50  | 2             | 7             | 9             | 20            | —             | — | —        | —        | —        |          |          |
| 2000–01      | Mighty Ducks of Anaheim | NHL          | 47  | 4             | 10            | 14            | 34            | —             | — | —        | —        | —        |          |          |
| 2001–02      | Mighty Ducks of Anaheim | NHL          | 52  | 1             | 2             | 3             | 40            | —             | — | —        | —        | —        |          |          |
| 2002–03      | Mighty Ducks of Anaheim | NHL          | 82  | 11            | 22            | 33            | 30            | 21            | 0 | 4        | 4        | 2        |          |          |
| 2003–04      | Mighty Ducks of Anaheim | NHL          | 79  | 6             | 20            | 26            | 28            | —             | — | —        | —        |          |          |          |
| 2004–05      | Södertälje SK           | SEL          | 46  | 2             | 2             | 4             | 60            | 10            | 1 | 1        | 2        | 18       |          |          |
| 2005–06      | Atlanta Thrashers       | NHL          | 82  | 4             | 28            | 32            | 48            | —             | — | —        | —        | —        |          |          |
| 2006–07      | Atlanta Thrashers       | NHL          | 77  | 3             | 18            | 21            | 52            | 4             | 0 | 2        | 2        | 0        |          |          |
| 2007–08      | Atlanta Thrashers       | NHL          | 81  | 1             | 13            | 14            | 42            | —             | — | —        | —        | —        |          |          |
| 2008–09      | Atlanta Thrashers       | NHL          | 63  | 2             | 13            | 15            | 42            | —             | — | —        | —        | —        |          |          |
| 2008–09      | New Jersey Devils       | NHL          | 15  | 0             | 4             | 4             | 6             | 7             | 0 | 1        | 1        | 2        |          |          |
| 2009–10      | Linköping HC            | SEL          | 53  | 3             | 10            | 13            | 28            | 12            | 0 | 5        | 5        | 18       |          |          |
| 2010–11      | Linköping HC            | SEL          | 50  | 5             | 17            | 22            | 22            | 7             | 2 | 2        | 4        | 2        |          |          |
| 2011–12      | Linköping HC            | SEL          | 55  | 7             | 9             | 16            | 24            | —             | — | —        | —        | —        |          |          |
| 2012–13      | Linköping HC            | SEL          | 55  | 3             | 11            | 14            | 28            | 10            | 0 | 0        | 0        | 4        |          |          |
| Celkem v NHL | Celkem v NHL            | Celkem v NHL | 628 | 34            | 137           | 171           | 342           | 32            | 0 | 7        | 7        | 4        |          |          |
| Celkem v SEL | Celkem v SEL            | Celkem v SEL | 513 | 50            | 84            | 134           | 376           | 67            | 5 | 17       | 22       | 101      |          |          |

## Reprezentace
| Rok                       | Tým                       | Soutěž                    | Z  | G | A | B | TM |
| ------------------------- | ------------------------- | ------------------------- | -- | - | - | - | -- |
| 1991                      | Švédsko 18                | MEJ                       | 6  | 1 | 0 | 1 | —  |
| 1993                      | Švédsko 20                | MSJ                       | 7  | 0 | 0 | 0 | 10 |
| 1998                      | Švédsko                   | MS                        | 9  | 0 | 2 | 2 | 8  |
| 2004                      | Švédsko                   | MS                        | 9  | 0 | 2 | 2 | 0  |
| 2006                      | Švédsko                   | OH                        | 7  | 0 | 0 | 0 | 4  |
| Juniorská kariéra celkově | Juniorská kariéra celkově | Juniorská kariéra celkově | 14 | 1 | 0 | 1 | —  |
| Seniorská kariéra celkově | Seniorská kariéra celkově | Seniorská kariéra celkově | 25 | 0 | 4 | 4 | 12 |